# Julian Goslar
Julian Maciej Goslar (ur. 24 lutego 1820 prawdopodobnie we Lwowie, zm. 5 lutego 1852 w Wiedniu) – polski działacz rewolucyjny, uczestnik Wiosny Ludów, autor broszur politycznych i poezji więziennej. Uczestniczył w przygotowaniach do rewolucji 1846 w Rzeszowskiem i na Podhalu.

## Życiorys
Pochodził z rodziny niemieckich kolonistów, jego ojciec Jan był niższym urzędnikiem skarbowym. Kiedy ojciec wcześnie zmarł, wtedy ciężar wychowania Juliana, jego dwóch braci oraz dwóch sióstr spadł na matkę. Żyli skromnie.
Julian ukończył szkołę w Wadowicach, następnie rozpoczął naukę w gimnazjum w Tarnowie. Tam nawiązał kontakty polityczne i rozpoczął działalność konspiracyjną. W 1839 został wydalony ze szkoły, utrzymywał się z dawania lekcji. 
Ponadto w dalszym ciągu prowadził działalność konspiracyjną i agitację wśród chłopów. Działał w okolicach Sanoka, Przemyśla i Rzeszowa. Działając w zgodzie z ideologią Ludu Polskiego prowadził agitację antyfeudalna i antyklerykalną. Obarczał kler wypaczaniem nauki Jezusa Chrystusa dla własnych interesów i zysku. Instruował chłopów aby w czasie powstania słuchali tylko tych księży, którzy będą popierali zniesienie pańszczyzny. Został aresztowany przez policję w Przemyślu, ale udało mu się zbiec. Ukrywał się na Podhalu, a później na Słowacji, gdzie nawiązał kontakt z Jerzym Bułharynem, planowanym na dowódcę ataku na Lesko i Dobromil.
Wielokrotnie gościł u Leona Przerwy-Tetmajera w jego dworze w Łopusznej.
W lutym 1846 działał w cyrkule sanockim, przygotowując działania partyzantki Bułharyna i podejmując próby agitacji rewolucyjnej wśród oficerów austriackich w Sanoku i Samborze. Został aresztowany i ciężko pobity przez chłopów w Haczowie, następnie oddany władzom austriackim. Był więziony w Sanoku. W lipcu 1847 został skazany we Lwowie na karę śmierci, zamienioną na 18 lat ciężkiego więzienia w Spielbergu koło Brna, wchodził w skład tajnej organizacji więziennej (Rzeczpospolita Grajgórska). Zwolniony w 1848 na mocy amnestii cesarza Ferdynanda, udał się do Lwowa, gdzie nawiązał kontakt z Towarzystwem Demokratycznym Polskim, wkrótce wysłany przez Centralną Radę Narodową do Wiednia, gdzie uczestniczył w Wiośnie Ludów.
Po upadku Wiednia przebywał w Styrii, aresztowany w 1849 wyrokiem sądu wojennego skazany na 5 lat ciężkiego więzienia w Kufsteinie. Po półtora roku wypuszczony dzięki nowej amnestii cesarza Franciszka Józefa I. Po wyjściu na wolność przygotowywał nową rewolucję w Galicji. Wskutek donosu jednego z konfidentów aresztowany w 1851, po raz trzeci został postawiony przed sądem wojennym w Wiedniu i otrzymał wyrok śmierci. Został stracony w lutym 1852 przez powieszenie na szubienicy, razem z Węgrem Mihálym Patakim Piringerem, przygotowującym spisek w Niemczech i na Węgrzech.

## Upamiętnienie
Był określany mianem „rewolucjonisty ziemi sanockiej”. W Sanoku jego imieniem i nazwiskiem nazwano ulicę w dzielnicy Wójtostwo.

## Literatura
- Marian Tyrowicz: Prawda i mit w biografii Juliana Macieja Goslara, Warszawa 1972
- Stefan Kieniewicz: Pomiędzy Stadionem a Goslarem. Sprawa włościańska w Galicji w 1848 r., Warszawa 1980, ISBN 83-04-00579-4